# Сарач
Сара̀ч (мн.ч. – сарачи) е занаятчия, който обработва кожи и изработва принадлежности за впрегатен добитък и за езда – седла за кон или магаре, хамути, юзди, юлари, кожени дисаги, кесии.
Наименованието на занаята сарачество произлиза от арабската дума сарач, което означаваща седло .
Използват се кожи от едър рогат добитък, коне, овце. В края на XIX век проникват влияния от Австрия, Великобритания и Германия. Започва производството на куфари, чанти, кобури, цървули, колани. Най-много сарачи има в Сливен, Балчик, Варна, Севлиево, Ловеч и Горна Оряховица.
Има три разновидности на занаята:
- седларство: изработване на ездитни и товарни седла (самари);
- хамутчийство: изработване на ремъчните принадлежности за впрягане на коне, магарета, мулета и камили – юзди, оглавници, хамути и др.;
- тапицерство: обшиване на седлата с подплънки от слама, вълна или други омекотяващи материали.